# Depot von Luštěnice
Das Depot von Luštěnice (auch Hortfund von Luštěnice) ist ein Depotfund der frühbronzezeitlichen Aunjetitzer Kultur aus Luštěnice im Středočeský kraj, Tschechien. Es datiert in die Zeit zwischen 2000 und 1800 v. Chr. Der Großteil der noch erhaltenen Gegenstände des Depots befindet sich heute im Regionalmuseum in Mladá Boleslav, weitere Stücke befinden sich in den Museen von Poděbrady, Dobrovice und Benátky nad Jizerou sowie im Nationalmuseum in Prag.

## Fundgeschichte
Das Depot wurde 1912 im Nordwesten von Luštěnice beim Pflügen entdeckt. Die Fundstelle befindet sich am Westhang der Niederung des Baches Vlkava.

## Zusammensetzung
Das Depot bestand ursprünglich aus insgesamt 57 Bronzegegenständen: 25 Ösenhalsringe, sieben massive Ovalringe und ein Bruchstück eines weiteren, sechs Vollgriffdolche, zwei Griffdolche, 14 Dolchklingen und zwei Stabdolchklingen. Hinzu kommt eine Zierscheibe (Falere) aus Weißmetall. Bei den Ovalringen lassen sich zwei Paare zu einer Gruppe zusammenfassen, ein drittes Paar bildet eine weitere Gruppe. Bei den Vollgriffdolchen handelt es sich um ein Exemplar vom Aunjetitzer Typus, eines vom Oder-Elbe-Typus, drei vom Sächsischen Typus und ein Derivat des Sächsischen Typus. Die beiden Griffdolche gehören zum Schweizer Typus. Die Dolchklingen bilden fünf Gruppen: fünf gehören dem Sächsischen Typus an, drei weitere weisen eine Kreuzschraffur-Verzierung auf, zwei kurze und zwei lange Klingen sind mit je drei Nieten besetzt, die fünfte Gruppe bilden zwei Exemplare mit geradem Klingenabschluss. Die Falere weist ein Dekor aus konzentrischen Kreisen auf. Ihr Durchmesser beträgt 151 mm.
Die Gegenstände waren sorgfältig angeordnet niedergelegt worden. Die Ringe waren ineinander geschoben. Die Dolche und Klingen wurden mit den Spitzen nach unten zeigend aufgefunden, das heißt, sie waren wohl in die Erde gesteckt worden.
In Poděbrady befinden sich heute ein Vollgriffdolch, zwei Griffdolche und eine Dolchklinge, in Dobrovice ein Ösenhalsring, fünf Ovalringe, ein Vollgriffdolch und drei Dolchklingen, in Benátky nad Jizerou zwei Ösenhalsringe, ein Ovalring und zwei Dolchklingen und in Prag die Falere. Die restlichen Gegenstände gelangten nach Mladá Boleslav. Von diesen sind heute eine Dolchklinge und eine Stabdolchklinge verschollen.